# Országgyűlés tér (Tata)
Országgyűlés tér, Tata város, Tóváros nevű részének központja, az Ady Endre utca kiinduló pontja.

## Története
A 18. század végén Barátok környékének nevezték. 1901-ben a település életében döntő szerepet játszó Esterházy családról a tér az Esterházy tér nevet kapta. A politikai széljárásnak megfelelően később Fő tér, Petőfi tér, valamint Hősök tere is volt. 1946-ban kapta az Országgyűlés tér nevet annak emlékére, hogy II. Ulászló király kevés megszakítással, 1510 nyarát Tatán töltötte. Itt volt a királyi udvartartás és ide hívták össze országgyűlést is. A mai kapucinus templom és rendház előtti téren ülésező országgyűlést maga a király vezette. A tanácskozáson országos méltóságok, Bakócz Tamás esztergomi hercegprímás és Perényi Imre nádor kétszáz főnyi lovas kísérettel, külföldi uralkodók (a pápa, a lengyel, a francia, a török, Velence) követei vettek részt.
2010-ben Tata város ünnepség keretében emlékezett a nevezetes országgyűlés 500. évfordulójára. 1510-ben II. Gyula pápa megszentelt kardot és kalapot küldött II. Ulászló magyar királynak, hogy ne lépjen be a Velenceiek ellen a ligába. Ennek az emlékére, a Nemzeti Múzeumban őrzött eredeti aranyozott kard másolatának a szobrát állította fel az önkormányzat 2010-ben az Országgyűlés téren, a kapucinus templom sarkánál. A kapucinusok letelepedésüktől kezdve, első alkalommal 1744-ben itt a téren rendezik a „porciunkula – búcsút”. Augusztus első vasárnapján tartják, emlékére a rendalapító Szent Ferenc halálának helyén, Porciunculában épült templomban.

## Látnivalói

### Kapucinus Rendház
Az 1743-ban Tatára érkező kapucinusok építették fel 1744-ben a török háborúk idején elpusztult ferences kolostor közelében.

### Kapucinus templom

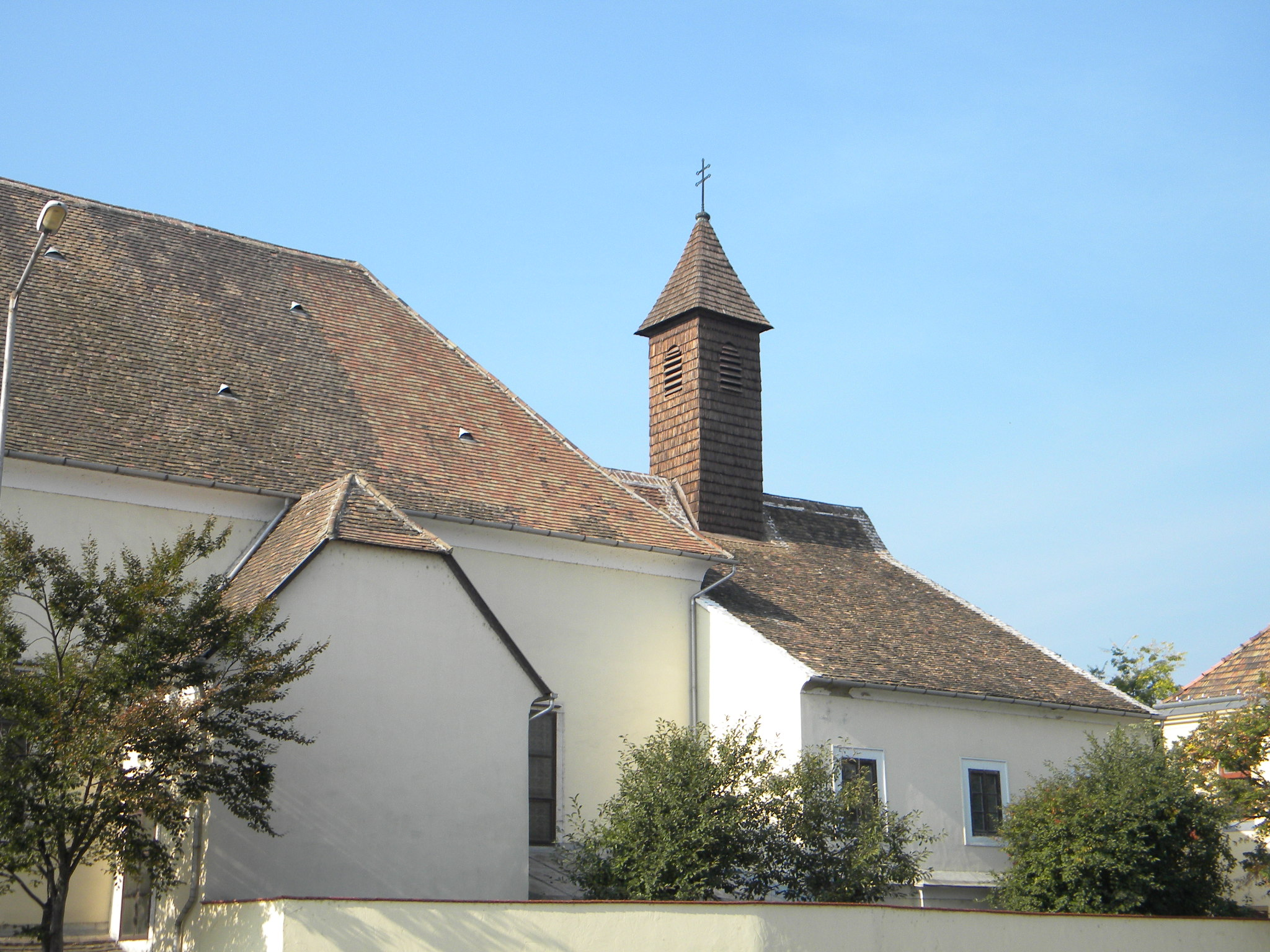
A Kapucinus templom az Ady Endre utca felől

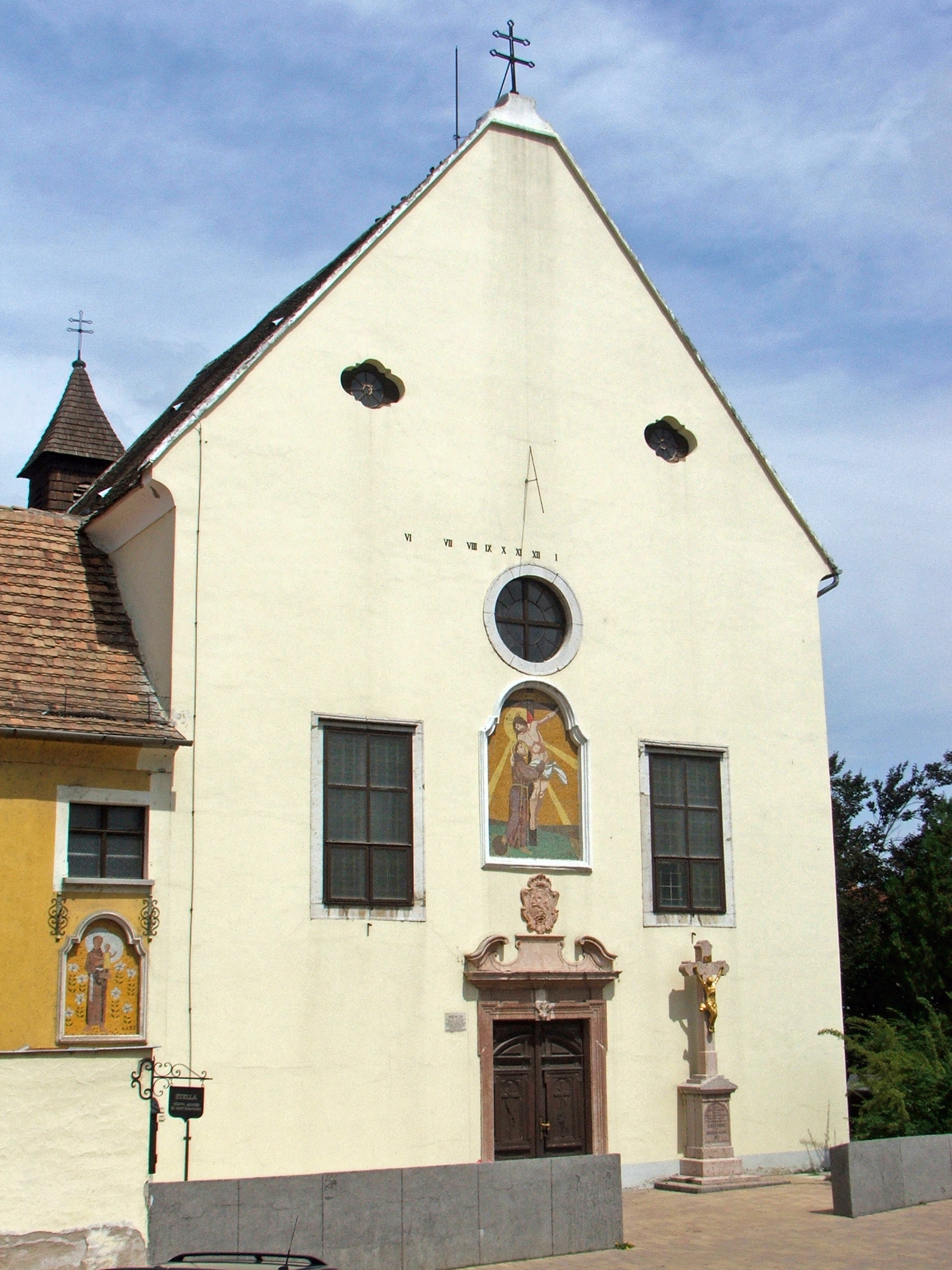
Kapucinus templom bejárata

1744-1747 között Esterházy József gróf építtette. 1748-ban lerakták alapját a kertjük végében folyó pataknál a „Barát- kallónak”, amely később az egész rendtartományt ellátta a csuhához szükséges posztóval. Az építkezésnél Fellner Jakab a később híres építész pallérként dolgozott. A templom az egyszerű külső mögött a barokk művészet értékeit rejti. A homlokzata oromzatos, vörös márvány kapuzatát voluták díszítik, fölötte az Esterházy-címer található. Felette Assisi Szent Ferenc stigmatizációját ábrázoló festmény látható és egy napóra. Fazsindelyes huszártornya van, belső tere egyhajós, berendezése a XVIII. századból származik. A barokk Főoltár Josef Becker, az oltárszekrény Gode Lajos szobrász műve. A főoltár képét Karl Auerbach és Kaspar Reisner bécsi festők készítették. A mellékoltárok képeit Plackó Károly, a refektórium Utolsó vacsora képét Anton Stippinger festette. A templomban látható szobrok közül Szent József 1890-től, Szent Antal 1899-től, a Mária és Jézus Szíve szobrok pedig 1901-től vannak a mai helyükön. A templom mögött 1914-ben a kapucinus atyák vezetésével a bentlakó diákok részére kollégium épült, az úgy nevezett Szeráfikum (angyali), ami ma speciális, kisegítő iskola.

### Harangláb

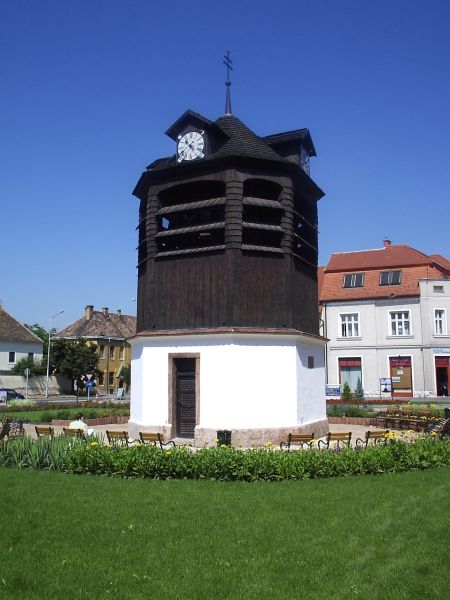
Harangláb

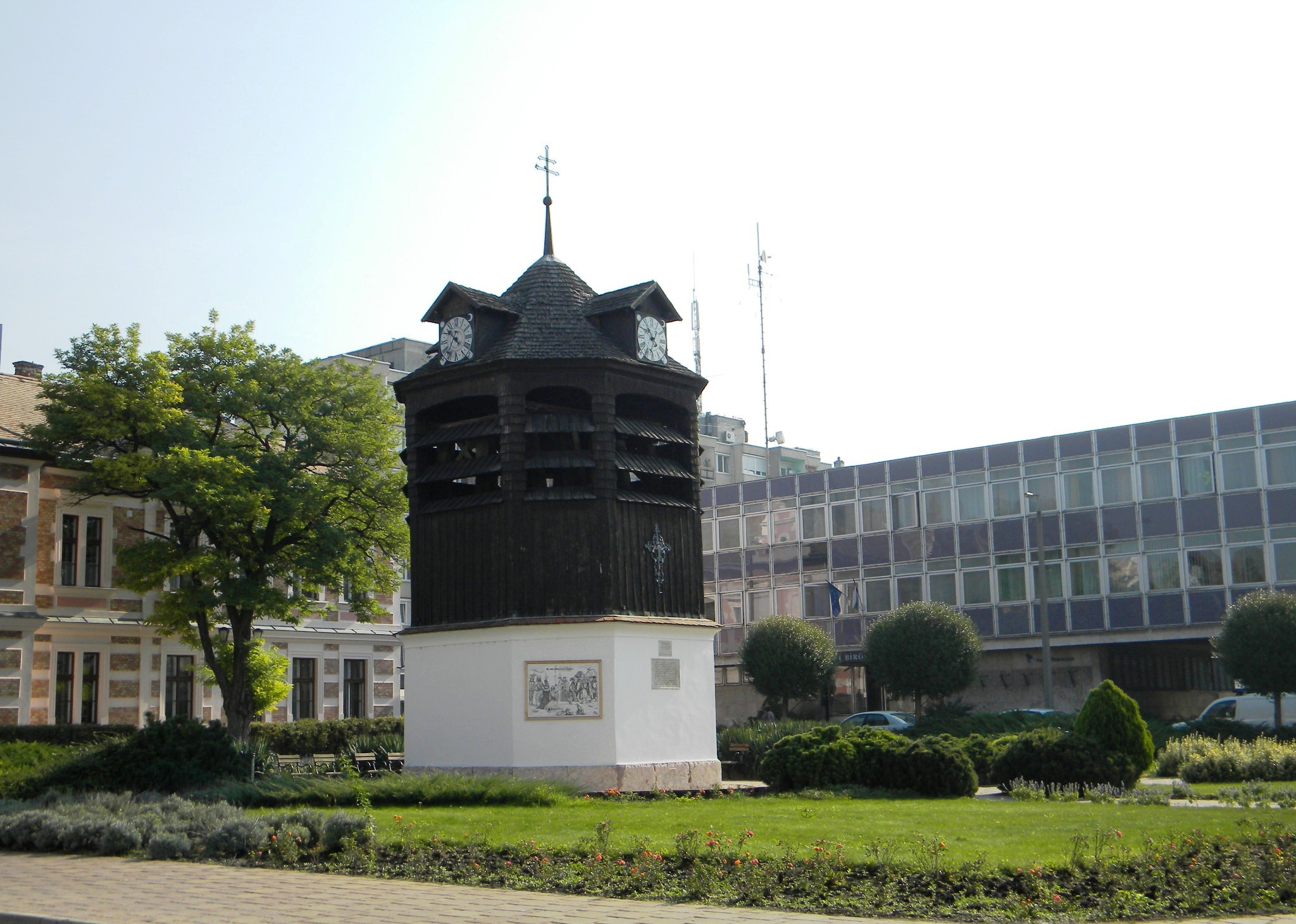
A Harangláb másik oldala

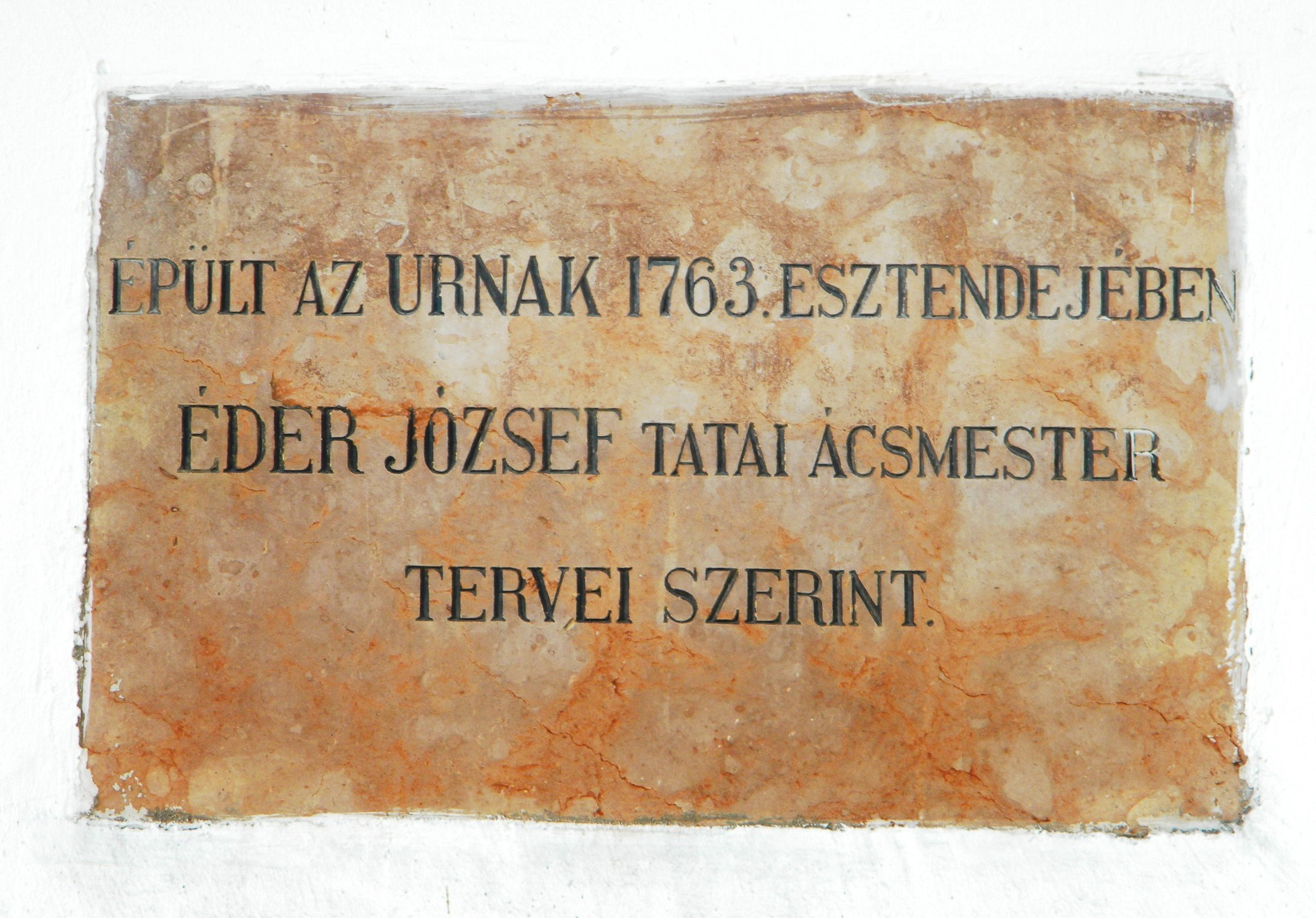
Emléktábla a tatai Harangláb falán

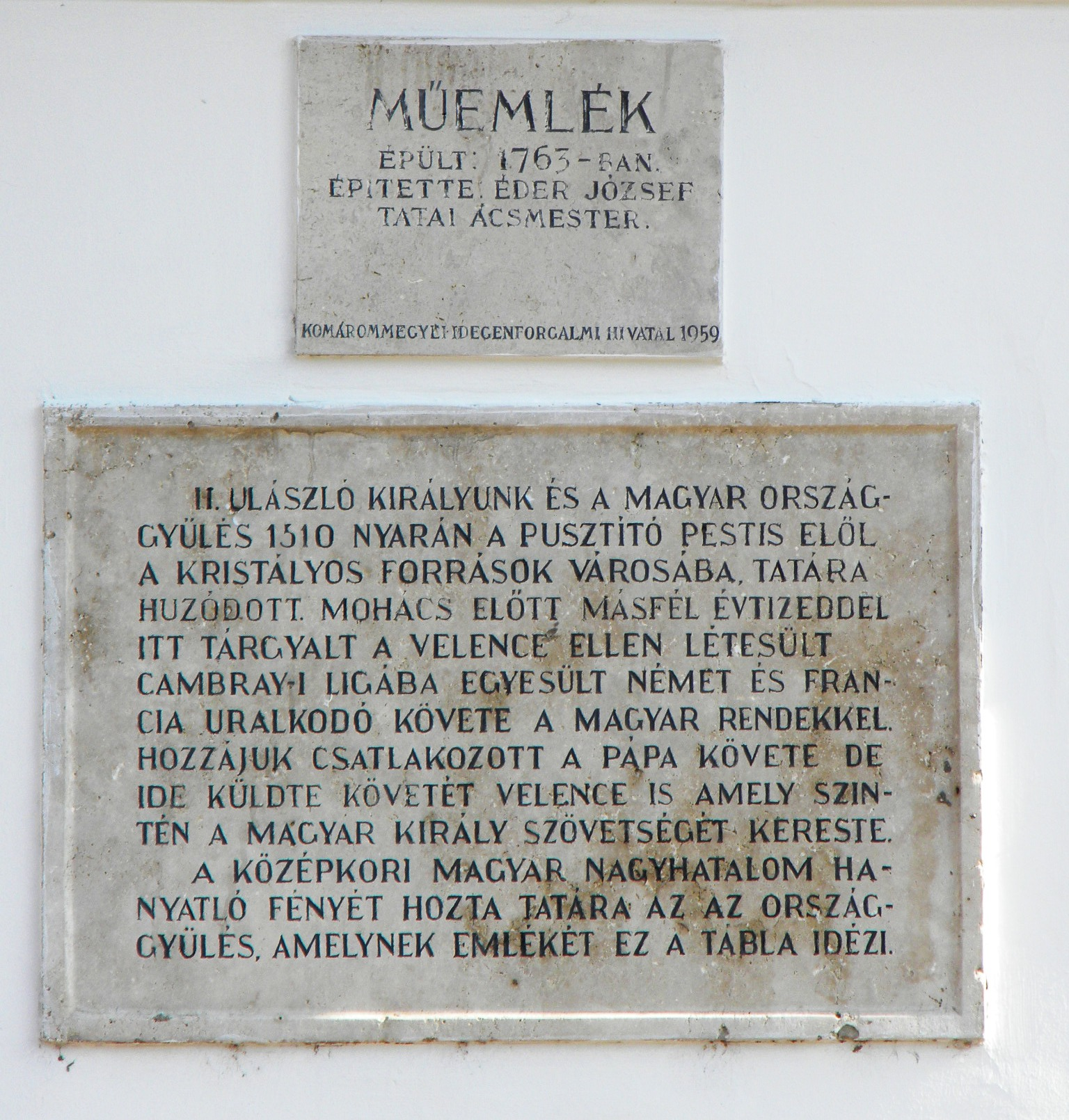
Emléktáblák, melyeket az építő és az 1510. évi Országgyűlés emlékére helyeztek el a tatai Harangláb falán

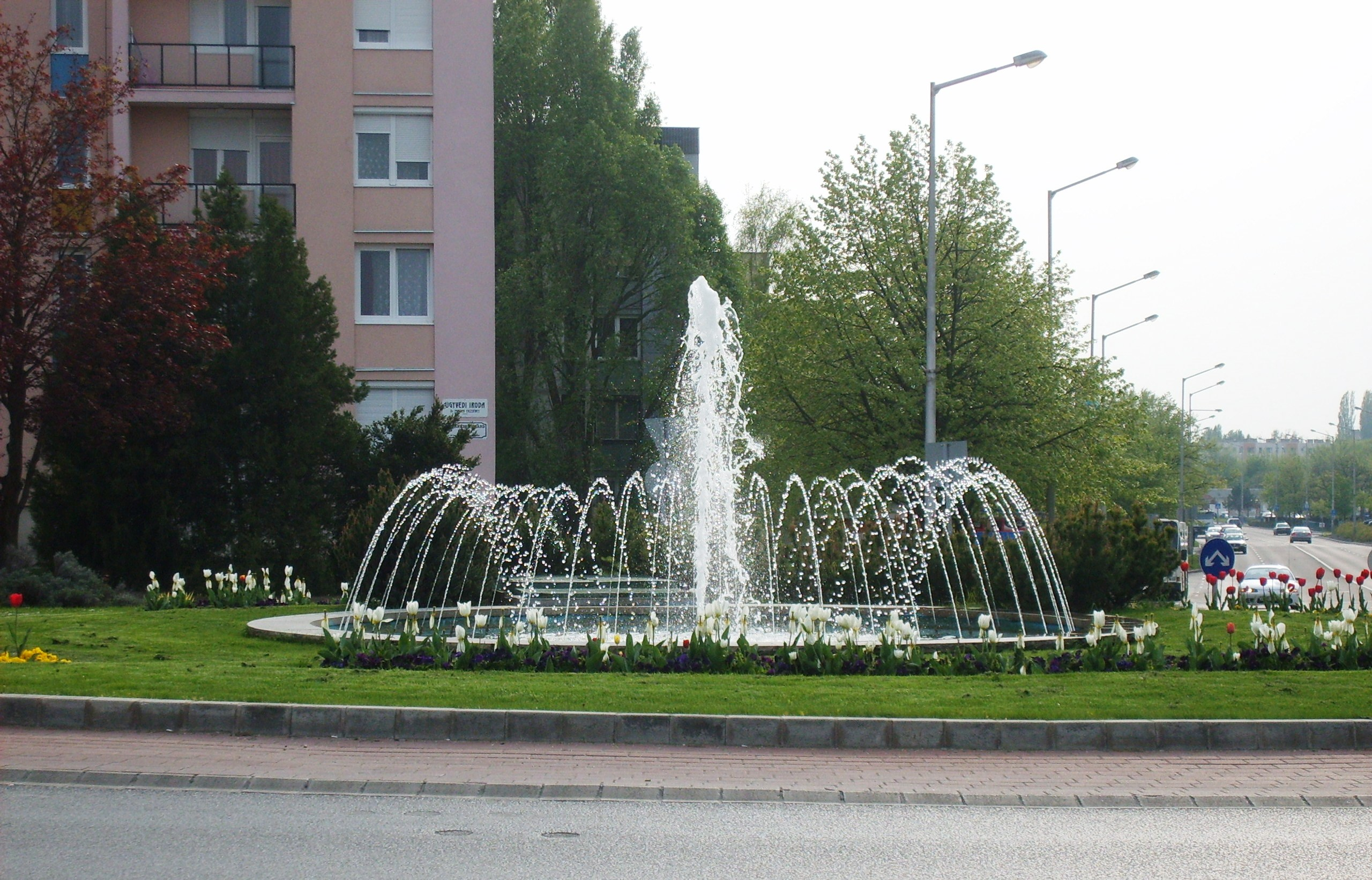
A szökőkút a körforgalmi csomópontban

Az Országgyűlés téren, nem messze a kapucinus templomtól, láthatjuk Tata egyik jellegzetes műemlékét, az Óratornyot. A nyolcszögletűre sarkított zömök építményt Fellner Jakab tervezte. Az építmény alsó része téglából, felső része fából készült. Ezt a felső részt Tata ismert ácsmestere - Fellner munkatársa - Éder József építette 1763-ban. Jellegzetessége, hogy az Óratorony faszerkezetének összeállítását az ácsmesterségben ismert „lapolásokkal”, faszegekkel végezték. A torony belsejében talált falazott fülkét a néphagyomány szerint városi fogdának használták.
Az első világháborúig a haranglábban elhelyezett harangokkal harangoztak temetéskor. Ugyanis a 18. század végén és a 19. század elején a későbbi honvéd laktanya helyén volt a temető. A háború alatt a harangokat leszerelték és beöntötték. A négy fióktetőbe órákat helyeztek el. 2004. augusztus 20-án adták át a felújított tornyot. Digitális vezérlésű műszer forgatja a mutatókat, melyek minden óra előtt öt perccel megszólaltatják a 495 harangjáték valamelyikét.

### Vaszary János Általános Iskola
A teret hosszában ez az egyemeletes épület zárja le. A Belvárosi temető szélén 1856-ban még a régi két osztályos vegyes vallású „tanodában” tanítottak. Az iskola 1875-ben négy tantermes községi jellegű iskolává alakult. Oldalszárnyként hozzáépítették a községházát. Az új állami iskola építésének gondolata 1902-ben érlelődött meg. Az új emeletes iskolát az 1904-ben lebontott községháza és a régi iskola helyére építették. Tatáról az épület emeletére, a négy tanterembe és az igazgatónői lakásba beköltözött a polgári leányiskola. A földszintet az elemi iskola foglalta el. A tornatermet közösen használták. Az iskolát 1906. november 22-én szentelték fel. A tóvárosi hat osztályos Állami Elemi Népiskolát az 1930-as évek elején Komárom vármegyében egyedül itt fejlesztették VII-VIII. osztályossá. A II. Számú Általános Iskolát az 1960-as években Vaszary János festőművészről nevezték el, aki 1910-től az 1939-ben bekövetkezett haláláig sokat tartózkodott a tatai műtermes villájában. Sírja, feleségével együtt az Almási úti temetőben van.

### Szökőkút
2002 őszén megépítették a Május 1. utat lezáró körforgalmi csomópontot, a régebbi lámpás kereszteződést kiváltva ezzel. A közepén 6 méter átmérőjű szökőkutat építettek, amit 2004-ben Tata francia testvérvárosáról, Dammarie-lès-Lys-ről neveztek el. A karácsony előtti időszakban adventi koszorúnak szokták feldíszíteni, nyáron pedig éjszaka kivilágítva díszít. A karbantartás elmaradása miatt 2008-ban teljes felújításon esett át, aminek 2,5 millió forintos költségét az önkormányzat állta. Kicserélték az elrozsdásodott vezetékeket, fúvókákat. Felújították a motort és a szivattyúkat is A régi lámpákat kicserélték és még be építettek két darab új fényforrást is. 2011 augusztusában megkezdődött a körforgalmi csomópont kiszélesítése, korszerűsítése.

### Az 1956-os forradalom emlékműve
A Miniszterelnöki Hivatal megbízásából pályázatot írtak ki, az 1956-os magyar forradalom és szabadságharc 50. évfordulója alkalmából állítandó köztéri képzőművészeti alkotások támogatására. Tata Város Önkormányzata, Szilágyi Bernadett szobrászművész művével pályázott, a 10 031 000 forintos költségvetésű alkotáshoz 3,8 millió forint támogatást nyertek el. A szobor földre hulló, kettétört lyukas lobogót ábrázol, mely felvillantja a szabadságot, egyben megjeleníti a forradalom bukását. A közel öt méter magas krómacél plasztika oldalait az aláhulló zászló két fele alkotja, talapzata a már földre ért hullámzó anyag. A szobor formája kitárt kaput idéz, a meghasadt lobogó alatt át lehet menni az emlékmű közepén. A mű a „Szabadság kapuja” címet kapta. 2006. október 23-án 15 órakor avatták és koszorúzták meg, majd Molnár V. József néprajzkutató, valamint Michl József, Tata polgármestere mondott beszédet, és a 25. Klapka György Könnyű Lövészdandár zenekara működött közre. A körforgalmi csomópont felújítása miatt, tervezik a műalkotás áthelyezését egy másik, méltó helyszínre.